# Władysław Markiewicz
Władysław Markiewicz (ur. 2 stycznia 1920 w Ostrowie Wielkopolskim zm. 18 stycznia 2017 w Warszawie) – polski socjolog, profesor Uniwersytetu Adama Mickiewicza w Poznaniu (1966–1971) i Uniwersytetu Warszawskiego (od 1972), dyrektor Instytutu Zachodniego w Poznaniu (1966–1972), od 1971 członek, a w latach 1984–1989 wiceprezes Polskiej Akademii Nauk.

## Życiorys
W latach 1941–1945 przebywał w więzieniach hitlerowskich oraz w obozie koncentracyjnym Mauthausen-Gusen. W 1951 r. ukończył studia na Uniwersytecie Poznańskim. Od 1950 r. był pracownikiem naukowym tej uczelni: asystent, adiunkt (1950–1953), z-ca profesora, kierownik Katedry Podstaw Marksizmu-Leninizmu (1953–1956), dyrektor Instytutu Socjologii (1957–1971), profesor (1966–1971). W 1959 r. został doktorem nauk humanistycznych, w 1961 doktorem habilitowanym, w 1966 profesorem nadzwyczajnym, a w 1972 profesorem zwyczajnym.
W latach 1962–1966 był zastępcą dyrektora, od 1966 do 1972 r. dyrektorem Instytutu Zachodniego w Poznaniu. W 1972 r. przeniósł się do Warszawy i został profesorem Instytutu Socjologii Uniwersytetu Warszawskiego. W 1971 r. został członkiem korespondencyjnym, a w 1976 członkiem rzeczywistym Polskiej Akademii Nauk. Sekretarz Wydziału Nauk Społecznych PAN (1972–1983), członek Prezydium PAN (od 1972), następnie (1984–1989) wiceprezes Polskiej Akademii Nauk. Przewodniczący Komitetu Polska 2000 PAN (1978–1985).
W 1947 r. był członkiem Akademickiego Związku Walki Młodych „Życie”, w latach 1948–1951 był przewodniczącym Zarządu Okręgowego Związku Akademickiej Młodzieży Polskiej w Poznaniu. W 1948 roku członek PPR, od 1948 roku członek PZPR. W strukturach PZPR był m.in. sekretarzem Komitetu Wojewódzkiego w Poznaniu (1956–1957), członkiem Centralnej Komisji Rewizyjnej PZPR (1971–1975), członkiem Komisji KC PZPR dla wyjaśnienia okoliczności, faktów i przyczyn konfliktów społecznych w dziejach PRL (1981–1983) oraz członkiem powołanego po wprowadzeniu w Polsce stanu wojennego „Zespołu Partyjnych Socjologów przy KC PZPR”. Był także członkiem zespołu doradców naukowych do spraw społeczno-gospodarczych I sekretarza KC PZPR Edwarda Gierka. W latach 1982–1985 był przewodniczącym Zespołu Doradców Sejmowych. W kwietniu 1982 został powołany przez Prezesa Rady Ministrów w skład 26-osobowej Konsultacyjnej Rady Gospodarczej pod przewodnictwem prof. Czesława Bobrowskiego. Od 1982 był członkiem Rady Naukowej Instytutu Podstawowych Problemów Marksizmu-Leninizmu.
Redaktor naczelny Polish Western Affairs (1964–1976), redaktor naczelny kwartalnika Studia Socjologiczne (od 1968), przewodniczący polskiej grupy ekspertów w Komisji do spraw podręczników szkolnych PRL i Republiki Federalnej Niemiec (1972–1984), prezes Zarządu Głównego Polskiego Towarzystwa Socjologicznego (1969–1972), wiceprezes Towarzystwa Łączności z Polonią Zagraniczną „Polonia” (1972–1989), członek Prezydium Polskiego Komitetu Narodowego UNESCO (1972–1984), członek Ogólnopolskiego Komitetu Grunwaldzkiego (1986–1989), członek Rady Ochrony Pamięci Walk i Męczeństwa (1988–1990).
Jego głównymi dziedzinami zainteresowań były: socjologia pracy i socjologia przemysłu, socjologia narodu, socjologia stosunków politycznych. Był autorem około 400 artykułów i rozpraw naukowych.
Był członkiem komitetu wyborczego Włodzimierza Cimoszewicza w wyborach prezydenckich w Polsce 2005.
W 2011 r. został członkiem Komitetu Nauk Politycznych Polskiej Akademii Nauk.
Został pochowany na cmentarzu Miłostowo w Poznaniu.

## Odznaczenia
Odznaczony m.in. Krzyżem Komandorskim z Gwiazdą Orderu Odrodzenia Polski (1999), Krzyżem Kawalerskim i Oficerskim Orderu Odrodzenia Polski oraz Orderem Sztandaru Pracy II klasy.

## Nagrody
- Nagroda „Miesięcznika Literackiego” (1972) za książkę "Socjologia a służba społeczna" (Wydawnictwo Poznańskie)[10]
- Nagroda "Trybuny Ludu" za upowszechnianie marksizmu-leninizmu i polityki PZPR (1973)[11].

## Publikacje
- Przeobrażenia świadomości narodowej reemigrantów polskich z Francji, 1960,
- Społeczne procesy uprzemysłowienia 1962,
- Społeczeństwo i socjologia w NRF 1966,
- Propedeutyka nauki o społeczeństwie 1971,
- Socjologia a służba społeczna 1972,
- Stan i perspektywy rozwoju nauk humanistycznych 1973,
- Przemiany w strukturze społecznej Polski Ludowej 1982,
- Konflikt społeczny w PRL, 1983.